# 綏化駅
綏化駅（すいかえき）とは、中華人民共和国黒竜江省綏化市北林区に位置する浜北線、綏佳線の駅。

## 歴史
- 1928年　開業。

## 隣の駅
中華人民共和国鉄道部
浜北線
万発屯駅 - 綏化駅 - 秦家駅
綏佳線
綏化駅 - 興福駅